# Château d'Arlay
Le château d’Arlay est un château privé du XVIIIe siècle au pied des ruines d’un ancien château fort du XIe siècle, du village jurassien d’Arlay (12 km au nord de Lons-le-Saunier).
Il est classé monument historique depuis 1996 et ouvert au tourisme l’été.
Le château d'Arlay est réputé être le plus ancien « château-vignoble » de France.

## Histoire

### Seigneurs, puis barons de Chalon-Arlay
|                                          |  | |
| Cours du château privé du XVIIIe siècle. |  | Ruines du château fort d'Arlay du XIIIe siècle anéanti en 1479 par le roi Louis XI, et vignoble du domaine en automne. |

À partir du XIIIe siècle les seigneurs puis barons de Chalon-Arlay et de Salins (liste des seigneurs d'Arlay de la famille des comtes de Bourgogne et des comtes de Châlon) sont les seigneurs les plus puissants du Jura médiéval (partie sud du comté de Bourgogne). L’exploitation des mines de sel de Salins assure leur prospérité.
Ils font construire un important château fort de style anglo-saxon sur la colline qui domine Arlay et le château actuel, sur l’emplacement d'un ancien oppidum gallo romain (les débuts de travaux du château fort seraient attribués à Girart de Roussillon au IXe siècle). (46° 45′ 25″ N, 5° 32′ 10″ E)

### Princes d'Orange
Au début du XVe siècle Jean III de Chalon-Arlay épouse la princesse Marie des Baux (héritière de la principauté d'Orange) et la lignée des Chalon-Arlay devient lignée des princes d’Orange : Louis II, son fils Guillaume VII, père de Jean IV, lui-même père de Philibert de Chalon ci-dessous.
En 1479, le château fort (une des plus importantes places fortes du Jura) est anéanti par l’armée du roi Louis XI à la suite de la mort de son grand rival, le duc de Bourgogne Charles le Téméraire (Maison de Valois), en 1477 à la bataille de Nancy. Les Pays-Bas bourguignons et le comté de Bourgogne passent sous suzeraineté de l’Empire Germanique (cercle de Bourgogne) par le mariage en 1477 de la duchesse Marie de Bourgogne avec le futur empereur germanique Maximilien Ier du Saint-Empire. Louis XI annexe alors, venus de l’État bourguignon des ducs-comtes Valois, le duché de Bourgogne et temporairement la comté de Bourgogne dont il fait raser toutes les forteresses qui lui résistent, dont celle d'Arlay. 

### Maison d’Orange Nassau des Pays-Bas bourguignons

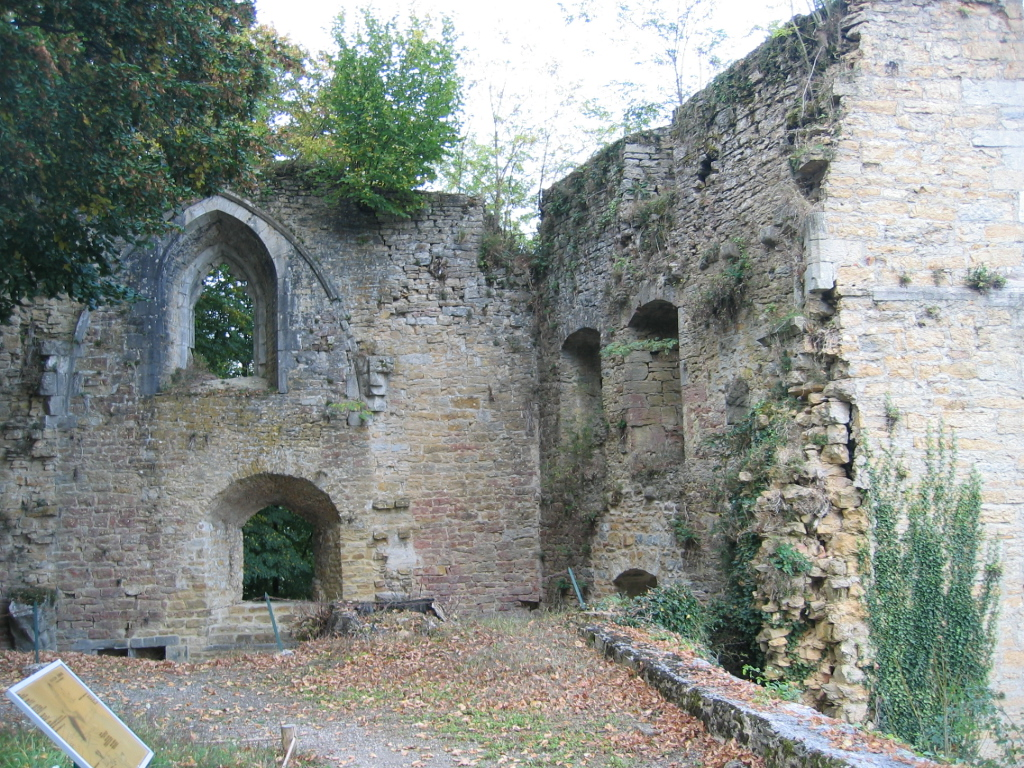
Ruines du donjon du château fort d’Arlay du XIIIe siècle.

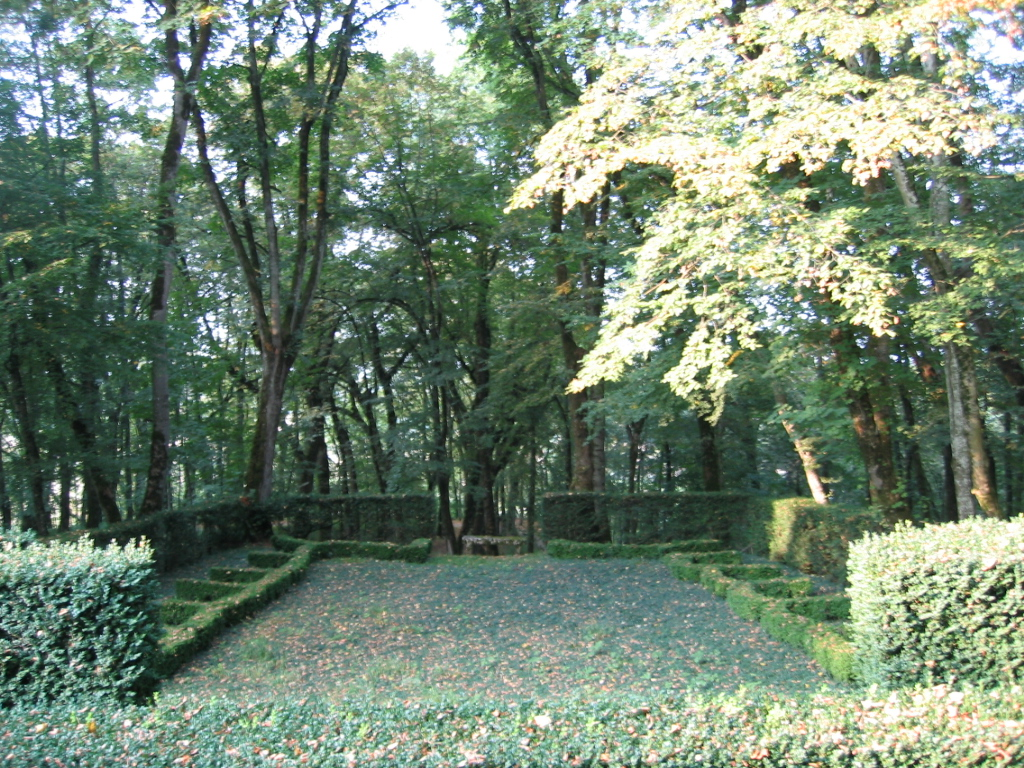
« Parc romantique » de huit hectares autour du château fort.

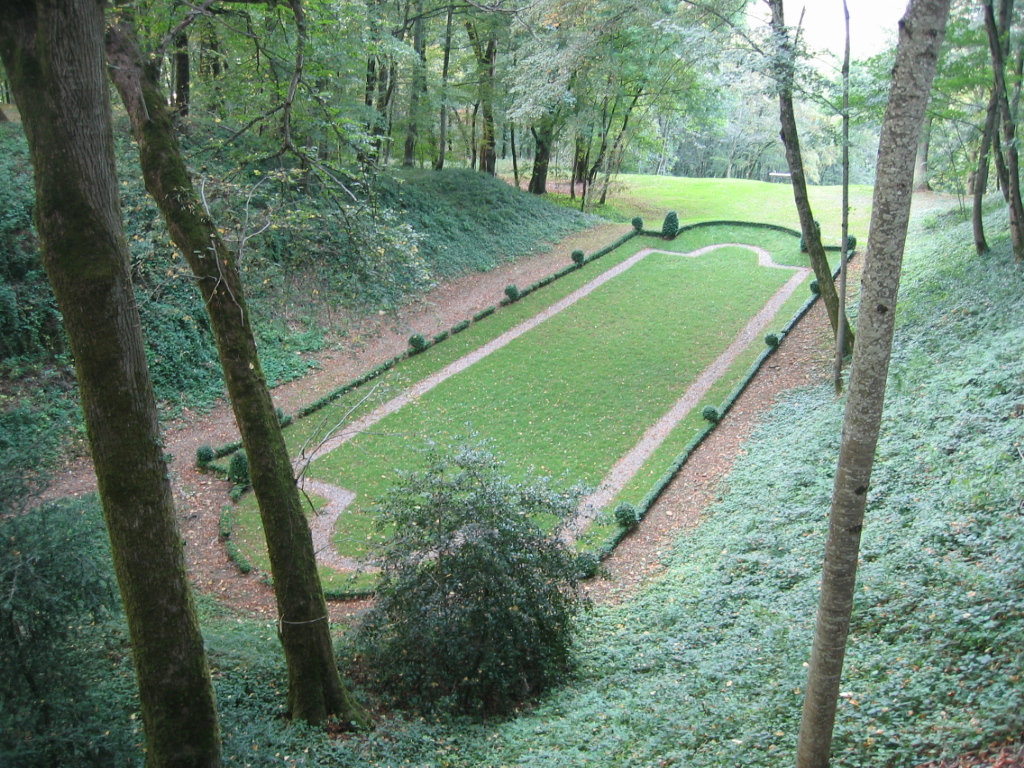

En 1530 Philibert de Chalon-Arlay, prince d’Orange, vice-roi de Naples, baron d’Arlay, commandant des armées de l’empereur germanique Charles Quint en guerre contre le roi François Ier, meurt sans héritier direct à la bataille de Gavinana près de Pavie en Italie. Il sera inhumé en grande pompe à l'église des Cordeliers de Lons-le-Saunier.
Son neveu René de Nassau (Maison de Nassau ; fils de Claude et d'Henri III de Nassau-Breda) hérite de ses titres et possessions, qu'il lègue lui-même à sa disparition sans descendance en 1544, à son cousin germain Guillaume Ier d'Orange-Nassau (dit le Taciturne ; 1533-1584 ; de la Maison d'Orange-Nassau ; non issu des Chalon ; premier stathouder de Hollande, Zélande, Frise et Utrecht), ancêtre directe en lignée féminine de la reine Beatrix et du roi Willem-Alexander qui sont encore aujourd’hui princes d’Orange-Nassau et barons d’Arlay (baron van Arlay), affichant la devise française de leurs prédécesseurs Chalon-Arlay : « Je maintiendrai » c'est-à-dire au début : « Je maintiendrai Chalon » ou « Je maintiendrai Orange », sur les armoiries familiales et nationales.

### Comtesse Élisabeth de Gand de Lauragais
À la suite d'un procès d'un ou deux siècles (de 1530 ou du début du XVIIe siècle à 1730 ; cf. l'article Montaigu), le roi Louis XV attribue une part de l’héritage de Philibert de Chalon, dont le domaine d’Arlay, au maréchal de France et prince d’Isenghien Louis de Gand-Vilain de Mérode de Montmorency, et à sa nièce héritière la duchesse de Lauragais Élisabeth-Pauline de Gand, femme de Louis-Léon-Félicité duc de Villars-Brancas et de Lauraguais (1733-1824). Leur fille Pauline-Louise de Brancas (1755-1812) épouse Louis-Engelbert duc d'Arenberg et d'Arschot (1750-1820). 
Vers 1770, alors qu’elle vit dans son château de Nozeroy (actuellement en ruine) dans le haut Jura, elle achète le couvent de l’ordre des Minimes au pied du château fort d’Arlay (alors abandonné et ruiné), pour en faire sa nouvelle résidence principale avec deux écuries de part et d’autre et le « parc romantique » actuel de huit hectares à l'intérieur des remparts de l’ancien château fort, moyennant dix années de travaux.

### Révolution française
En février 1794, pendant la Révolution française, sous la Terreur, elle est arrêtée sous l'impulsion de Dumas le Rouge, président du tribunal révolutionnaire, jugée, condamnée et guillotinée à Paris. Le Château est mis sous séquestre et le mobilier du château est dispersé.
En 1825, un petit-fils d'Élisabeth-Pauline de Gand-Vilain-Mérode et de Louis-Léon-Félicité de Brancas-Lauraguais, le prince-duc Pierre d'Arenberg (1790-1877 ; de la Maison d'Arenberg) reprend possession des biens de sa grand-mère qu’il transmet à ses héritiers Arenberg, Vogüé, puis La Guiche jusqu’à ce jour. Il fait refaire l’ensemble du mobilier actuel du château, en bois clair « style Restauration » du XIXe siècle (en noyer, frêne et érable moucheté) par Alexis Répecaud, un ébéniste talentueux de Poligny (château meublé ouvert au tourisme).

### À ce jour
À partir de 1960, le comte Renaud de Laguiche, suivi par son fils Alain de Laguiche (Maison de La Guiche), exploitent le domaine viticole de leurs ancêtres dont ils commercialisent l’essentiel des 80 000 bouteilles de vin du Jura produites vers les pays des cinq continents. 

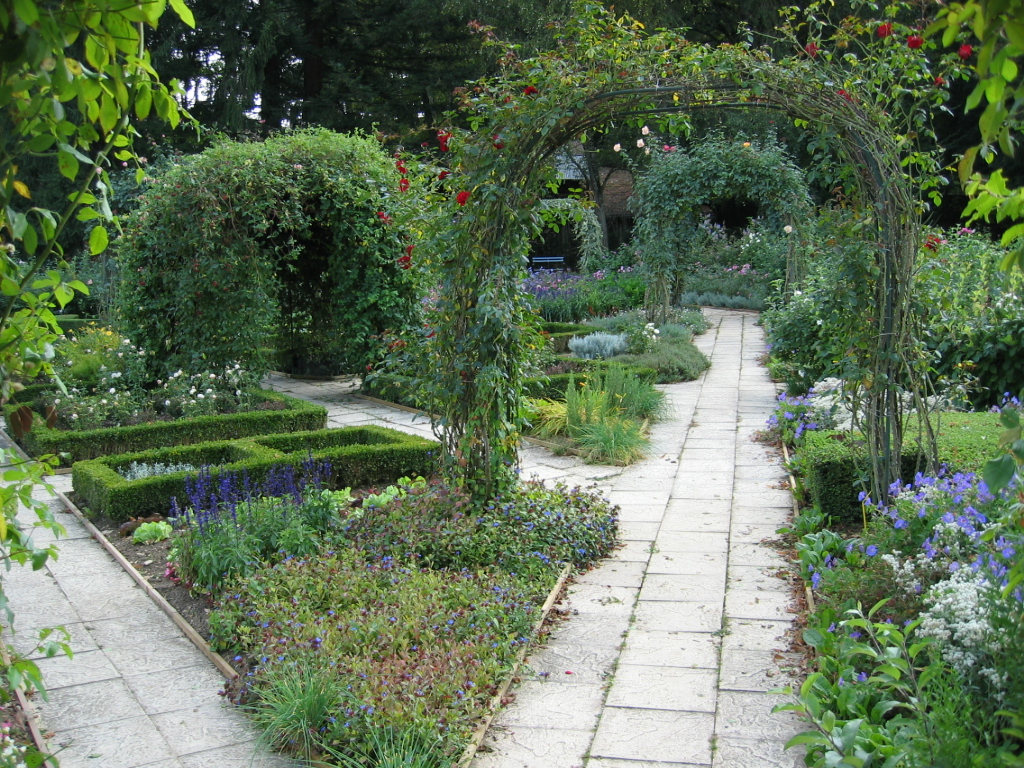
« Jardin des Jeux ».

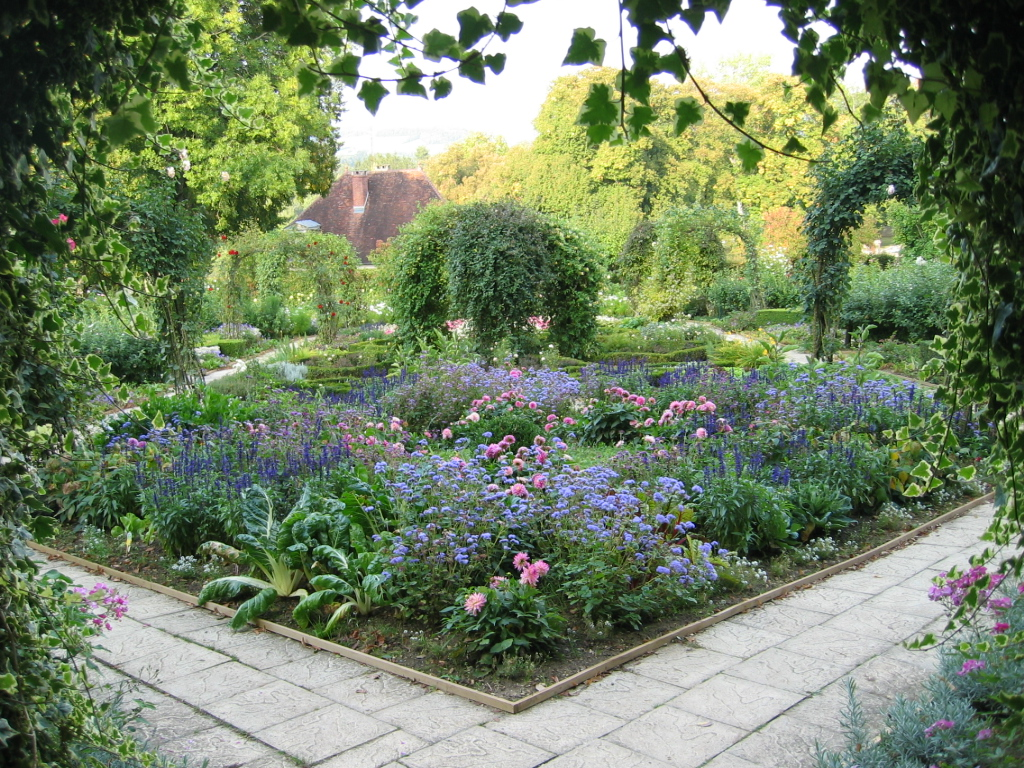

En 1996, Renaud et Annie de Laguiche créent le « Jardin des Jeux » : un jardin botanique ouvert au tourisme sur le thème du « divertissement et du jeu », roseraie, parcours de croquet avec ses arceaux de verdure et cloche centrale, boules de buis, thème des quatre as, des dominos, des damiers avec des mélanges de salades, fruits, légumes et de fleurs. Les jardins sont labellisés « Jardin remarquable ».

## Le vignoble du château d’Arlay
Situé au cœur du vignoble du Jura, le domaine viticole du Château d’Arlay cultive un vignoble de 21 hectares en A.O.C Côtes du Jura de pinot noir, trousseau, poulsard, chardonnay et savagnin, à flanc de colline autour de l’ancien château fort en ruine. Le domaine est constitué dès le Haut Moyen Âge par les comtes de Chalon-Arlay, princes d’Orange, au pied de leur puissante forteresse.
Depuis 1960 le comte Renaud de Laguiche, suivi par son fils Alain de Laguiche, exploitent leur domaine viticole ancestral dont ils exportent l’essentiel de leur production de 80 000 bouteilles de vin du Jura vers le monde entier. La gamme comprend des vins rouges, rosés et blancs en AOC côtes du Jura mais aussi du macvin du Jura, du vin de paille, du vin jaune et des eaux-de-vie du Jura.